# Wolnościowcy
Wolnościowcy – polska prawicowa, libertariańska partia polityczna. Działalność rozpoczęła w 2022, po opuszczeniu przez posłów Artura Dziambora, Jakuba Kuleszę i Dobromira Sośnierza partii KORWiN. Formalnie została zarejestrowana pod tą nazwą poprzez przerejestrowanie 21 kwietnia 2022 partii Konfederacja – Koalicja Propolska, zarejestrowanej 4 września 2019 na wypadek kłopotów prawnych z rejestracją Konfederacji Wolność i Niepodległość przed wyborami parlamentarnymi w tym samym roku. Była częścią Konfederacji WiN do 13 lutego 2023. 4 marca 2024 zarząd partii ogłosił podjęcie decyzji o samorozwiązaniu partii.

## Historia
Partię Konfederacja – Koalicja Propolska zarejestrowano z wniosku wiceprezesa Ruchu Narodowego Michała Wawra oraz dwóch działaczy KORWiN – Marka Kułakowskiego (wówczas członka Rady Liderów Konfederacji WiN) i Tomasza Grabarczyka (prezesa okręgu łódzkiego i rzecznika prasowego partii KORWiN). 8 marca 2022 trzej posłowie Konfederacji Wolność i Niepodległość – Artur Dziambor, Jakub Kulesza (członek Rady Liderów Konfederacji WiN oraz szef jej koła poselskiego) i Dobromir Sośnierz – opuścili partię KORWiN, jako oficjalny powód podając wypowiedzi jej prezesa Janusza Korwin-Mikkego po agresji Rosji na Ukrainę. Posłowie zapowiedzieli powołanie nowego ugrupowania w ramach Konfederacji WiN. 17 marca uchwałą założycieli partii Konfederacja – Koalicja Propolska zmieniła nazwę na Wolnościowcy (wcześniej Michał Wawer z niej wystąpił). 10 maja nazwa została publicznie ujawniona. 13 dni później zaprezentowano postulaty programowe i logo partii oraz ogłoszono, że jej prezesem został Artur Dziambor. Wiceprezesami ugrupowania zostali jego pozostali posłowie – Jakub Kulesza i Dobromir Sośnierz.
14 grudnia 2022 Jakub Kulesza został odwołany z funkcji przewodniczącego koła poselskiego Konfederacji.
10 lutego 2023 decyzją Sądu Partyjnego Konfederacji WiN Artur Dziambor został usunięty z listy członków tej partii. W następstwie tej decyzji, trzy dni później wszyscy trzej posłowie Wolnościowców ogłosili opuszczenie koła Konfederacji i utworzenie koła poselskiego Wolnościowców. Jego przewodniczącym został Jakub Kulesza. Dzień wcześniej ugrupowanie opuścił jeden z jego założycieli Tomasz Grabarczyk. Koło poselskie przestało istnieć 31 lipca 2023, gdy Dobromir Sośnierz opuścił Wolnościowców i powrócił do koła Konfederacji WiN.
We wrześniu 2023 prezes partii Artur Dziambor, po początkowych planach startu do Senatu z ramienia Wolnościowców w okręgu nr 63, ostatecznie jako przedstawiciel Koalicji Polskiej (skupionej wokół PSL) został kandydatem do Sejmu z listy Trzeciej Drogi. W tych samych wyborach Tomasz Dąbrowski z ramienia Wolnościowców wystartował do Senatu w okręgu nr 85, a pozostający wciąż formalnie członkiem partii Dobromir Sośnierz wystartował z listy Konfederacji WiN ponownie do Sejmu. Ze startu w wyborach parlamentarnych zrezygnował Jakub Kulesza. Żaden z członków ugrupowania nie uzyskał mandatu w parlamencie.
4 marca 2024 zarząd partii poinformował o decyzji o rozwiązaniu ugrupowania. Oficjalnie wciąż jako jej członkowie w wyborach do Parlamentu Europejskiego w czerwcu tego samego roku wystartowali bez powodzenia Artur Dziambor z listy TD i Dobromir Sośnierz z listy Konfederacji WiN. Formalnie partia została wyrejestrowana przez Sąd Okręgowy w Warszawie 18 listopada 2024. Artur Dziambor w 2025 przystąpił do Polskiego Stronnictwa Ludowego.

## Program
Postulaty programowe Wolnościowców opierały się na filarach wolności gospodarczej, osobistej i politycznej. Partia opowiadała się za deregulacją gospodarki, prywatyzacją usług publicznych oraz za obcięciem wydatków socjalnych i obniżką podatków. Partia też była za liberalizacją prawa do posiadania broni, prywatyzacją związków małżeńskich, redukcją zakresu danych zbieranych przez państwo w Internecie, depenalizacją zażywania narkotyków, a także za systemem demokracji bezpośredniej i elektronicznej oraz pragmatyczną polityką zagraniczną uwzględniającą przynależność Polski do kręgu cywilizacji łacińskiej.

## Posłowie naSejmIX kadencji
- Artur Dziambor, niezrzeszony
- Jakub Kulesza, niezrzeszony
- Dobromir Sośnierz, koło Konfederacji Wolność i Niepodległość

Wszyscy posłowie Wolnościowców zostali wybrani z list Konfederacji Wolność i Niepodległość jako kandydaci KORWiN. Do 31 lipca 2023 tworzyli własne koło.